# Inverno e Monteleone
Inverno e Monteleone – miejscowość i gmina we Włoszech, w regionie Lombardia, w prowincji Pawia.
Według danych na rok 2004 gminę zamieszkiwało 1069 osób, 118,8 os./km².